# Dwight Phillips
Pour les articles homonymes, voir Phillips.
Dwight Phillips (né le 1er octobre 1977 à Decatur) est un athlète américain spécialiste du saut en longueur, champion olympique de la discipline en 2004 et vainqueur de quatre titres de champion du monde en 2003, 2005, 2009 et 2011.

## Carrière sportive
Sprinteur à ses débuts, Dwight Phillips se spécialise dans l'épreuve du triple saut durant ses études à l'Université du Kentucky, établissant notamment la marque de 16,41 m en 1999. Il rejoint l'année suivante l'Université d'État de l'Arizona pour se concentrer sur le saut en longueur. Il fait ses débuts sur la scène internationale à l'occasion des Jeux olympiques de Sydney en se classant 8e de la finale avec un bond à 8,06 m. L'Américain obtient le même classement l'année suivante lors des Championnats du monde d'athlétisme 2001 d'Edmonton (7,92 m).
Dwight Phillips remporte son premier titre international majeur en début de saison 2003 en devenant champion du monde en salle, à Birmingham, avec la marque de 8,29 m, devançant d'un centimètre l'Espagnol Yago Lamela et de 8 cm son compatriote Miguel Pate. Le 29 août 2003, à Paris-Saint-Denis, le sauteur américain décroche la médaille d'or des Championnats du monde en plein air avec 8,32 m, soit quatre centimètres de mieux que le Jamaïcain James Beckford,. Il remporte en fin de saison la Finale mondiale de l'athlétisme de Monaco. 
Favori des Jeux olympiques d'été de 2004 d'Athènes, grâce notamment à sa performance de 8,60 m établie quelques jours plus tôt à Linz, Dwight Phillips remporte le titre olympique avec 8,59 m, devançant son compatriote John Moffitt de douze centimètres. Cette performance le situe à la quatrième place des vainqueurs olympiques du saut en longueur, derrière Bob Beamon (8,90 m en 1968) et Carl Lewis (8,72 en 1988 et 8,67 m en 1992),. En septembre 2004, il se classe deuxième de la Finale mondiale de l'athlétisme de Monaco derrière le Ghanéen Ignisious Gaisah. 

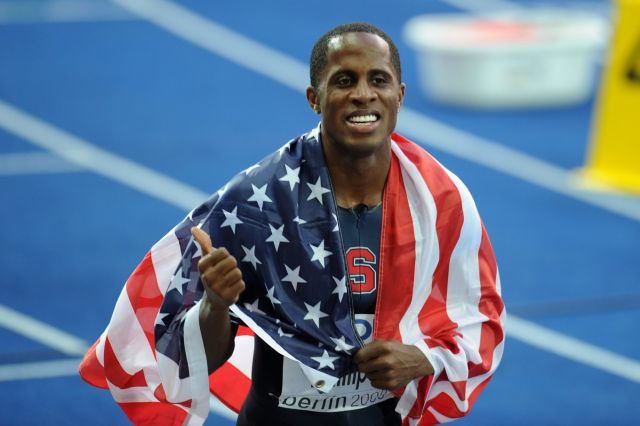
Dwight Phillips lors des Championnats du monde de Berlin en 2009

Dwight Phillips conserve son titre mondial en plein air à l'occasion des Championnats du monde 2005 d'Helsinki, en établissant la meilleure performance de l'année avec 8,60 m. Il devance finalement Ignisious Gaisah et Tommi Evilä. En fin de saison, il remporte une nouvelle fois la Finale mondiale de l'athlétisme. Dominé tout au long de la saison 2006 par le Panaméen Irving Saladino, l'Américain se classe troisième des Championnats du monde 2007 d'Osaka avec 8,30 m, derrière Saladino et Andrew Howe,. En 2008, Phillips ne prend que la quatrième place des sélections olympiques américaines et ne peut donc pas défendre son titre lors des Jeux de Pékin.
En 2009, Dwight Phillips retrouve son meilleur niveau. Il a diminué son poids de forme de 10 kilos par rapport aux années précédentes, avec comme objectif de s'attaquer au record du monde de Mike Powell. Le 7 juin 2009, il remporte le Meeting d'Eugene avec un bond à 8,74 m, établissant un nouveau record personnel et signant la neuvième performance de tous les temps au saut en longueur. Seuls quatre athlètes sont crédités d'une marque supérieure : Mike Powell (détenteur du record du monde à 8,95 m), Bob Beamon, Carl Lewis et Robert Emmiyan. Il remporte par la suite les Championnats des États-Unis de Eugene (Oregon) avec 8,57 m (+2,2 m/s). Le 22 août 2009, l'Américain remporte la finale des Championnats du monde de Berlin, quatre ans après son dernier succès planétaire remporté en 2005 à Helsinki, devançant finalement, avec 8,54 m, le Sud-africain Godfrey Mokoena et l'Australien Mitchell Watt. Signant sa troisième victoire dans cette compétition, Phillips devient le sauteur en longueur le plus titré lors des mondiaux en plein air après Iván Pedroso (4 victoires) mais devance désormais au palmarès ses compatriotes Carl Lewis et Mike Powell (2 victoires).
L'Américain commencee l'année 2010 par un cinquième titre national obtenu aux Championnats des États-Unis de Des Moines où il réalise un bond à 8,37 m à son sixième et dernier essai. En l'absence de compétitions internationales majeures en 2010, l'objectif principal de sa saison se fixe sur la conquête de la première édition de la Ligue de diamant. Devancé par Fabrice Lapierre lors de la première étape à Shanghai, il remporte le meeting Golden Gala de Rome, devant Irving Saladino, en réalisant la meilleure performance mondiale de l'année avec 8,42 m. Battu de cinq centimètres début juillet par le Panaméen lors de la Prefontaine Classic de Eugene, Dwight Phillips assure sa victoire finale dans cette compétition en enlevant les trois derniers meetings de la saison à Monaco (8,46 m), Londres (8,18 m) et lors du Weltklasse Zurich (8,20 m). Sélectionné dans l'équipe des Amériques pour disputer la première Coupe continentale d'athlétisme, début septembre à Split, Phillips remporte le concours de la longueur avec un saut à 8,34 m, devançant finalement le Français Kafétien Gomis et le champion d'Europe allemand Christian Reif.
En 2011, il remporte un nouveau titre à la longueur aux Mondiaux de Daegu, avec un saut à 8,45 m, devançant l'Australien Mitchell Watt (8,33 m) et le Zimbabwéen Ngonidzashe Makusha (8,29 m). Avec cette quatrième couronne mondiale obtenue après 2003, 2005 et 2009, Dwight Phillips rejoint le Cubain Iván Pedroso au palmarès des sauteurs en longueur les plus titrés lors d'un championnat du monde.
Opéré au tendon d'Achille en juin 2012, il déclare forfait pour les sélections olympiques américaines.
Fin 2013, il reçoit une récompense couronnant l'ensemble de sa carrière à l'occasion du Gala de l'athlétisme à Monaco.

## Palmarès

### International

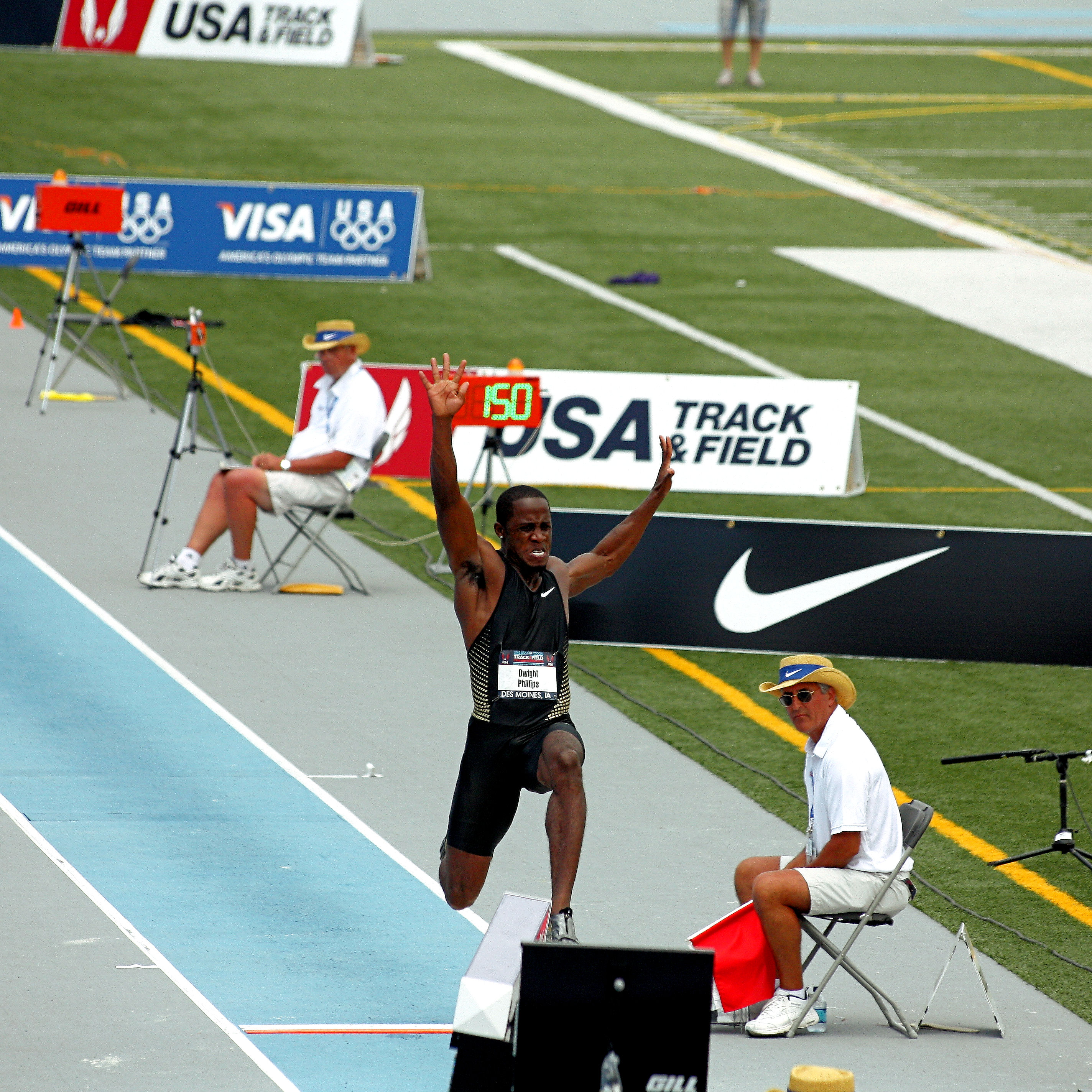
Dwight Phillips remporte en juin 2010 son cinquième titre national en plein air

| Date | Compétition                    | Lieu             | Rang | Marque  |
| ---- | ------------------------------ | ---------------- | ---- | ------- |
| 2000 | Jeux olympiques                | Sydney           | 8e   | 8,06 m  |
| 2001 | Championnats du monde          | Edmonton         | 8e   | 7,92 m  |
| 2003 | Championnats du monde en salle | Birmingham       | 1er  | 8,29 m  |
| 2003 | Championnats du monde          | Paris            | 1er  | 8,32 m  |
| 2003 | Finale mondiale                | Monaco           | 1er  | 8,31 m  |
| 2004 | Jeux olympiques                | Athènes          | 1er  | 8,59 m  |
| 2004 | Finale mondiale                | Monaco           | 2e   | 8,26 m  |
| 2005 | Championnats du monde          | Helsinki         | 1er  | 8,60 m  |
| 2005 | Finale mondiale                | Monte-Carlo      | 1er  | 8,46 m  |
| 2006 | Finale mondiale                | Stuttgart        | 6e   | 8,09 m  |
| 2007 | Championnats du monde          | Osaka            | 3e   | 8,30 m  |
| 2009 | Championnats du monde          | Berlin           | 1er  | 8,54 m  |
| 2009 | Finale mondiale                | Thessalonique    | 2e   | 8,24 m  |
| 2010 | Coupe continentale             | Split            | 1er  | 8,34 m  |
| 2010 | Ligue de diamant               | Ligue de diamant | 1er  | détails |
| 2011 | Championnats du monde          | Daegu            | 1er  | 8,45 m  |
| 2013 | Championnats du monde          | Moscou           | 11e  | 7,88 m  |

### National
- Championnats des États-Unis : vainqueur en 2003, 2004, 2007, 2009 et 2010
- Championnats des États-Unis en salle : vainqueur en 2001, deuxième en 2000, 2005 et 2006

## Records
| Épreuve          | Épreuve   | Performance | Lieu       | Date            |
| ---------------- | --------- | ----------- | ---------- | --------------- |
| Saut en longueur | Plein air | 8,74 m      | Eugene     | 7 juin 2009     |
| Saut en longueur | En salle  | 8,29 m      | Birmingham | 15 mars 2003    |
| 60 m             | 60 m      | 6 s 47      | Madrid     | 24 février 2005 |
| 100 m            | 100 m     | 10 s 06     | Athens     | 9 mai 2009      |